# Slægt (band)
 For alternative betydninger, se Slægt. (Se også artikler, som begynder med Slægt)
Slægt er et dansk black heavy metal-band fra København. Slægt blev skabt som et soloprojekt af Oskar J. Frederiksen. I 2015 udsendte Slægt albummet Ildsvanger, hvor Oskar J. Frederiksen spillede alle instrumenter undtagen trommer, ligesom han lagde vokal til. På trommer var Adam Nielsen. Selvom Ildsvanger udkom i 2015, var materialet på albummet fra 2012-13.
Efter Ildsvanger blev Slægt til et traditionelt band bestående af Oskar J. Frederiksen (vokal, guitar), Anders M. Jørgensen (guitar), Olle Bergholz (bas) og Adam CCsquele Nielsen (trommer).

## Diskografi
- Ildsvanger (2015)
- Beautiful and Damned (EP) (2015)
- Domus Mysterium (2017)
- The Wheel (2018)